# (74223) 1998 RD81
(74223) 1998 RD81 – planetoida z pasa głównego asteroid okrążająca Słońce w ciągu 4,49 lat w średniej odległości 2,72 j.a. Odkryta 15 września 1998 roku.